# Весела оселя
«Весела оселя» — перший та єдиний в Україні музей гумору, який відкрив 11 серпня 2011 року в м. Коломиї Івано-Франківської області відомий письменник-гуморист, заслужений артист України  Савчук Микола Васильович.
Художнє оформлення карикатуриста Ігоря Бежука, дизайн — заслуженого художника України Мирослава Ясінського. 
«Весела оселя» мала велику збірку українського, а частково й світового, гумору, сатири, карикатури: жартівливі сувеніри (кухлики, чарки, пляшки, тарілки, плакетки, дулі та ін.), скульптурки й фотографії; альбоми гумористичних гральних карт, візитівок, календариків, посвідчень, банкнот; карикатурні листівки; жартівлива мапа України, смішні годинники, пластикова фігура знаменитого ЕКО, короткий реєстр смішних українських прізвищ та смішних назв українських сіл, колекція клоунів. Можна було сфотографуватися на панорамі-стенді українського весілля. Музей збагачували спеціальні жартівливі інформаційно-ілюстраційні стенди на різні актуальні теми.
Центр гумору, крім музейної експозиції, мав велику бібліотеку (книжки, альбоми, часописи), відео- і фонотеку та можливість демонструвати кінокомедії, слухати компакт-диски.
У «Веселій оселі» на вітрині стояли жартівливі коломийські листівки роботи Ігоря Бежука та гумористичні видання Миколи Савчука.
«Весела оселя» підтримувала зв'язки з подібними музеями в Іспанії, Болгарії, на Кубі.
Упродовж 2011 - 2014 рр. музей містився на пл. Т. Шевченка, 12, кв. 2 у Коломиї, упродовж 2015 - 2017 рр. - у приміщенні на вул. Гетьмана І. Мазепи, 79Б, прим. 8. у Коломиї. Музей перестав існувати 1 жовтня 2017 року. 

## Факти
- Музей відвідало багато відомих і невідомих людей з України та з-за кордону (Франція, Канада, США, Італія, Польща, Німеччина, Норвегія, Північна Корея, Словенія, Словаччина, Румунія, Росія, Анґлія, Азербайджан, Італія та ін.)
- Про музей гумору «Весела оселя» знято низку телесюжетів, які демонстрували телеканали, а також опубліковано багато статей у періодиці.
- Інформацію про музей гумору "Весела оселя" вміщено у кількох туристичних довідниках.

## Відео
- Коломийські ВІСТИ
- Музей гумору
- НТК
- 24 канал